# Vodu haitiano

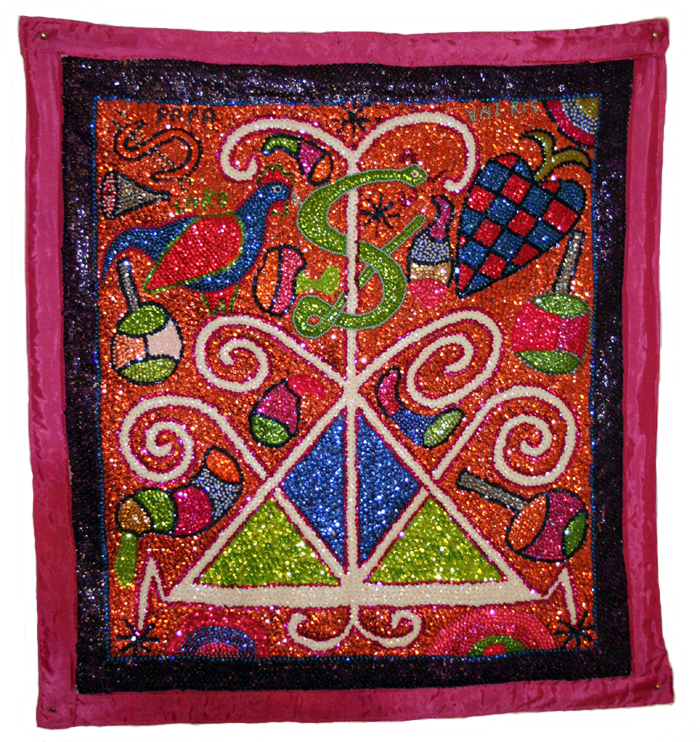
Bandeira Vodu

O vodu haitiano, chamado também de Sèvis Gine ("serviço da Guiné" ou "serviço africano") é uma religião haitiana baseada no culto aos loás (voduns) originários dos povos jejes, Fons e Maís da África Ocidental. Possui ainda fortes influências da religiosidade de povos africanos como os ibos, congos e iorubás, além de elementos indígenas (tainos) e do catolicismo popular. 
Como religião de culto aos voduns do Daomé, está estreitamente relacionado à Regla de Arará existente na República Dominicana, Trinidad e Tobago, Granada e, principalmente, em Cuba; ao vodu de Nova Orleans (Estados Unidos); e, no Brasil, ao candomblé jeje (Bahia), ao tambor de mina, ao terecô e ao babaçuê (Maranhão e Pará). 
O vodu haitiano está presente ainda nos diversos locais para onde os imigrantes do Haiti tenham se deslocado ao longo da história.

## História

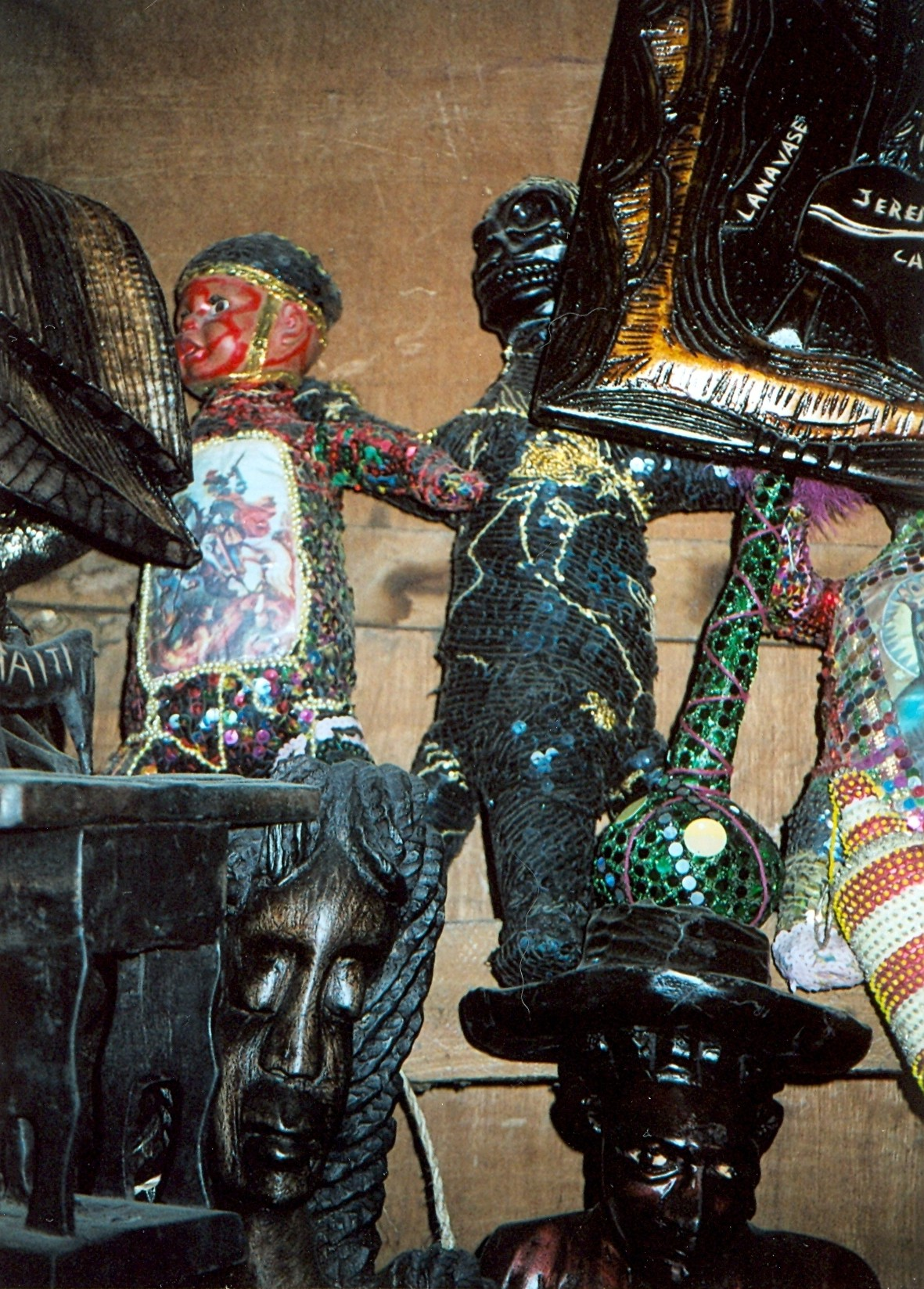
Assentamentos de vodu em Porto Príncipe, no Haiti

A maioria dos africanos que foram trazidos como escravos para o Haiti eram da Costa da Guiné, na África ocidental, e seus descendentes foram os primeiros praticantes de vodu haitiano. A sobrevivência do sistema de crenças no Novo Mundo é notável, embora as tradições tenham se modificado com o tempo. Uma das maiores diferenças entre o vodum da África Ocidental e o haitiano é que os africanos transplantados ao Haiti foram obrigados a disfarçar os seus loás (do francês les lois, "as leis"), ou espíritos, em santos católicos romanos, no processo chamado sincretismo.
A maioria dos peritos especula que isto foi feito numa tentativa de esconder a sua religião "pagã" de seus senhores, que os tinham proibido de praticá-la. Dizer que o vodu haitiano é simplesmente uma mistura das religiões africanas ocidentais com um verniz de catolicismo romano não estaria inteiramente correto. Isto estaria ignorando numerosas influências indígenas tainas, assim como o processo evolutivo a que o vodu se submeteu ao longo da História do Haiti. 
O vodu haitiano, tal como o conhecemos hoje no Haiti e na diáspora haitiana, é o resultado das pressões de muitas culturas e etnicidades diferentes dos povos que foram desarraigados da África e importados à ilha de Hispaniola durante o comércio de escravizados africanos. Sob a escravidão, a cultura e a religião africanas foram suprimidas, as linhagens foram fragmentadas e as pessoas tiveram que ocultar seu conhecimento religioso. Paradoxalmente, foi justamente essa fragmentação que permitiu a posterior unificação cultural dos escravizados.
Para combinar os espíritos de muitas e diferentes nações africanas e indígenas, as partes da liturgia católica romana foram incorporadas para substituir rezas ou elementos perdidos; além disso, as imagens dos santos católicos são usadas para representar os vários espíritos ou "misteh" ("mistérios"), e muitos santos são honrados no vodu haitiano em seu próprio direito. Este sincretismo permite que o vodu haitiano abranja os elementos africano, indígena e europeu de uma maneira inteira e completa. É verdadeiramente "Religião de Kreyòl".
A cerimônia mais importante historicamente do vodu haitiano foi a cerimônia Bois Caïman (ou "Bwa Kayiman") de agosto de 1791, que deu início à Revolução Haitiana. Nessa cerimônia, um porco preto foi ofertado a Ezili Dantor e todas as pessoas presentes comprometeram-se com a luta pela liberdade. Essa cerimônia resultou finalmente na libertação dos povos do Haiti da dominação colonial francesa em 1804, e o estabelecimento da primeira república de povos negros na história do mundo.
O vodu haitiano cresceu nos Estados Unidos de forma significativa a partir do final dos anos 1960 e começou dos anos 1970 com as levas de imigrantes haitianos fugindo dos regimes opressivos de François Duvalier e Jean-Claude Duvalier. Os imigrantes haitianos estabeleceram-se em Miami, Nova Iorque, Chicago e outras cidades do país.

## Etimologia
"Vodu" (em francês: vaudou; em crioulo haitiano: vodou) está etimologicamente ligada à palavra vodṹ, originária da língua fom falada no Benim e no Togo, cujo significado é "espírito ancestral".

## Cosmogonia
Como nas demais religiões, o vodu haitiano possui uma cosmogonia na qual o praticante busca a compreensão e o sentido da existência terrena. Baseado na religião tradicional dos jejes e dos fons do Benim e do Togo, o vodu haitiano conta ainda com influências de outros povos africanos, indígenas e do catolicismo.  
Em primeiro lugar, o praticante do vodu acredita em um Deus único e supremo, o qual é o criador de Tudo: Bondye, em crioulo haitiano (do francês "Bon Dieu", "Bom Deus"). Dependendo da orientação do praticante, esse Deus supremo pode ser distinguido do Deus dos brancos (como no discurso dramático proferido pelo oungan Dutty Boukman em Bois Caïman, que iniciou a Revolução Haitiana), mas pode também ser considerado como o mesmo Deus da Igreja Católica com outro nome. 
No entanto, Bondye é distante de sua criação: por isso, não possui culto específico, embora todas as preces no vodu sejam proferidas inicialmente a ele. São os loas (loá), espíritos (lespri), mistérios (mistè), santos ou anjos (sen, lanj) e os antepassados que o voduísta invoca para ajudá-lo: os intermediários entre o mundo físicos dos humanos e Deus. O culto dos antepassados é, de fato, uma das bases da religião vodu haitiana: muitos loas, como Agassu (um antigo arroçu do Daomé), por exemplo, são ancestrais que foram elevados à categoria de divindade.  
Em suma, o voduísta adora Deus e serve aos loas e espíritos, que são tratados com honra e respeito como se fossem membros mais velhos de uma casa.  

### Tradições
No Haiti existem três tradições do vodu: a Rada (que cultua os loas/voduns vindos diretamente da África), a Petwo (loas originários não da África, mas do próprio Haiti) e a Kongo (de origem nas culturas do Congo-Angola, tradição minoritária). Os loas rada são considerados mais benevolentes e paternais, enquanto que os petwo são vistos e temidos por serem mais agressivos. No entanto, não se pode afirmar que um é "bom" ou "mal" em relação ao outro. Os loas, de acordo com sua natureza, podem ser "quentes" ou "frios": frios são os loas rada e quentes, os petwo. Os loas petwo são mais rigorosos e requerem mais atenção aos detalhes rituais do que os loas rada, mas ambos podem ser perigosos se irritados ou contrariados.

### Os loas
Os loas (em crioulo haitiano: loá, proveniente do francês "les lois": "as leis") são as mais importantes divindades do vodu: são os próprios voduns do Daomé, as forças da natureza que controlam a existência, a natureza, o homem e a vida em sociedade, forças essas imanentes de Deus. Existem 21 "nações" (nanchon) de loas, que correspondem a "famílias" de loas. Desse modo, Ezili é uma família, e Ezili Dantor e Ezili Freda são dois loas individuais nessa família.  
Cada família de loas está relacionada a um aspecto social, moral ou e um elemento da natureza. Igualmente cada família de loas e cada loa individual possui seu toque de tambor, cores, comidas, oferendas e obrigações de fazer e não fazer. Alguns dos principais loas são: 
- Lebá: loa que abre e fecha os caminhos de comunicação entre os mundos físico e espiritual, representado pelas encruzilhadas;
- Ezili: loa do amor e da fertilidade;
- Loco: loa das ervas e das curas. Representa saúde física e espiritual;
- Aizã: loa da pureza moral e espiritual, um dos primeiros loas a serem chamados durante os rituais;
- Dambalá: loa masculino que representa a força positiva que move a terra. Casado com Ayida, é representado por uma serpente (terra) e pelo arco-íris (céu);
- Ayida: loa feminino que representa a força positiva que move a esfera celeste. Casada com Danbala, é representado por uma serpente (terra) e pelo arco-íris (céu).
- Agué: loa que governa as florestas e a caça ;
- Ogum: loa da guerra e dos guerreiros. Representa a ação em oposição à passividade;
- Guedê: loa que governa os espíritos dos mortos. Representa a morte física e, ao mesmo tempo, a vida no plano espiritual.

Cada pessoa é considerada como tendo um relacionamento especial com um espírito particular, que é dito "possuir sua cabeça", porém uma pessoa pode ter um loá, que possui sua cabeça, ou met tet, que pode ou não ser o espírito mais ativo na vida de alguém de acordo com os haitianos. Ao servir os espíritos, o voduísta busca conseguir a harmonia com sua própria natureza individual e o mundo em torno dele. Parte desta harmonia é preservar o relacionamento social dentro do contexto da família e da comunidade. Uma casa ou uma sociedade de vodu é organizada pela metáfora de uma família extensa, e os noviços são os "filhos" de seus iniciadores, com o sentido da hierarquia e da obrigação mútua que implica.
A maioria de voduístas não iniciada é vista como "bosal"; não é uma exigência ser um iniciado a fim de servir aos espíritos. Há um clero no vodu haitiano cuja responsabilidade é preservar os rituais e as canções e manter o relacionamento entre os espíritos e a comunidade como um todo (embora isto seja responsabilidade de toda a comunidade também). Encarregados de conduzir o culto a todos os espíritos de sua linhagem, os sacerdotes são conhecidos como "ougan", e as sacerdotisas como "Manbos". Abaixo dos oungan e das manbos, estão os "ounsi", que são os noviços que atuam como assistentes durante cerimônias e que são dedicados a seus próprios mistérios pessoais. Ninguém serve a qualquer loá: somente ao que se "tem" de acordo com o próprio destino ou natureza. 
Os espíritos que uma pessoa "tem" podem ser revelados em uma cerimônia, em uma leitura, ou nos sonhos. Entretanto, todo voduísta serve também aos espíritos de seus próprios antepassados de sangue, e este aspecto importante da prática do vodu haitiano é, frequentemente, subestimado pelos seus comentadores, que não compreendem seu significado.

### Liturgia e prática

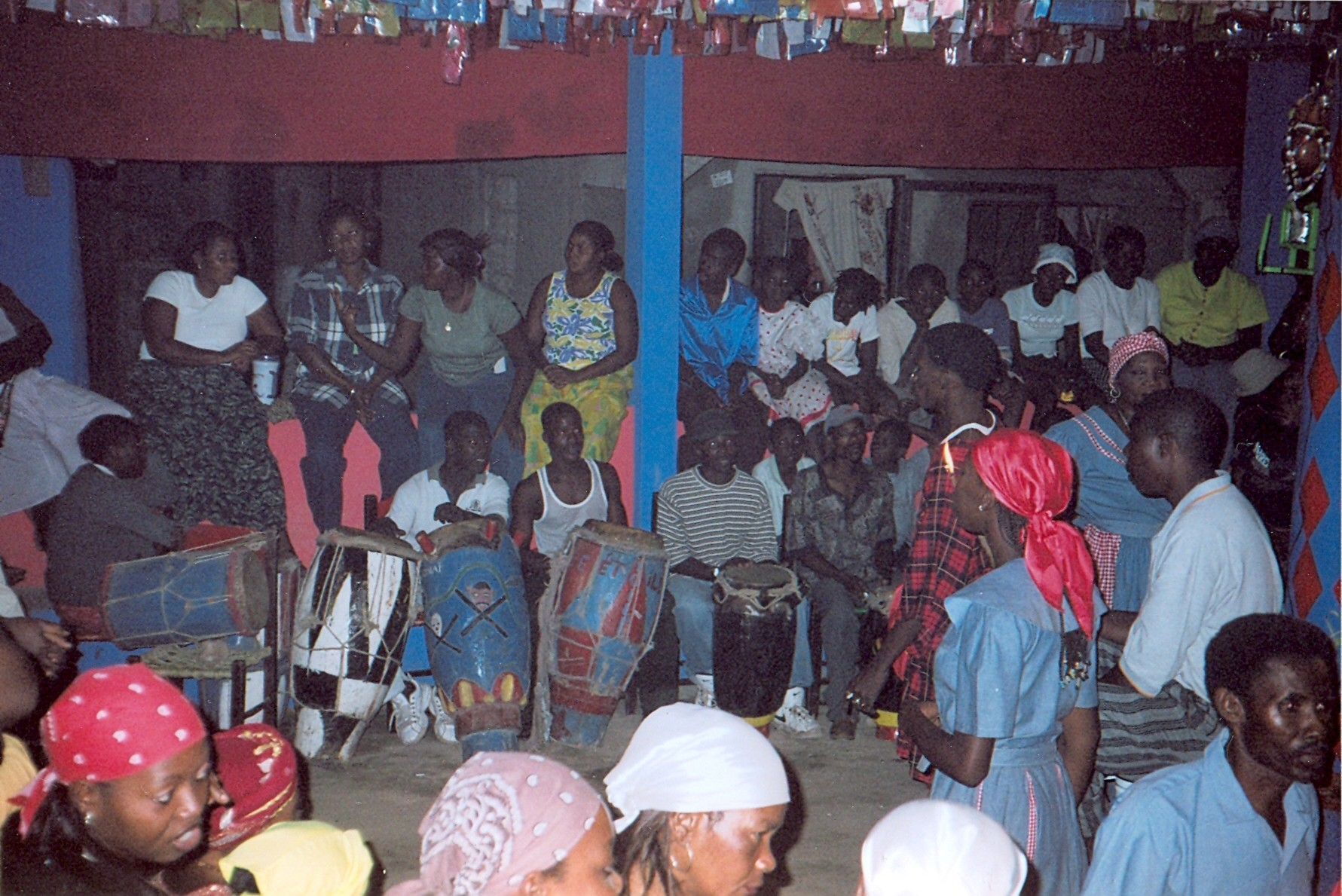
Cerimônia vodu em Jacmel, no Haiti

Após um dia ou dois de preparação de altares, preparação ritual e cozimento de galinha e de outros alimentos etc., um ritual de vodu haitiano começa com uma série de preces e de cantigas católicas em francês, e então uma litania em crioulo haitiano e no langaj africano que abrange todos os santos e loás europeus e africanos honrados pela casa. Depois, há uma série de invocações para todos os espíritos principais da casa. Isto é chamado de "Priyè Gine" (prece africana). 
Após mais canções introdutórias, como a saudação ao espírito dos tambores, Hounto, as cantigas para todos os espíritos individuais são entoadas, começando com a família de Lebá com todos os espíritos de Rada. A seguir, há uma ruptura e a parte dedicada aos espíritos Petwo começa, terminando com as cantigas para a família de Gede. Ao serem entoadas as cantigas, os espíritos virão visitar os presentes através da possessão dos indivíduos, falando e agindo através deles. Cada espírito é saudado e cumprimentado pelos noviços presentes e dará consultas, conselhos e curas àqueles que solicitarem sua ajuda. Muitas horas mais tarde, nas primeiras horas da manhã, a última canção é entoada, despedem-se os convidados e todos os ounsi, oungan e manbo esgotados podem ir dormir.
Individualmente, um voduísta ou sevite pode ter um ou mais altares preparados para seus antepassados e espíritos a quem serve, com retratos, estátuas, perfumes, alimentos e outras coisas preferidas por eles. O altar mais básico é apenas uma vela branca, um copo de água e, talvez, flor. No dia de um espírito particular, acende-se uma vela e, então, saúda-se e fala-se ao espírito particular como se se falasse a um membro mais velho da família. Os antepassados são chamados diretamente, sem mediação de Papa Lebá, já que são "do sangue".

### Valores e ética
Os valores culturais que o vodu haitiano engloba centram-se em torno das ideias de honra e respeito - a Deus, aos espíritos, à família, à sociedade e a si mesmo. Há uma preocupação quanto ao que é apropriado ou não para cada pessoa: por exemplo, o que é apropriado a alguém com Dambalá como sua "cabeça" pode ser diferente do que é apropriado a alguém com Ogou Feray como sua cabeça. 
O amor e a sustentação dentro da família da sociedade de vodu parecem ser a consideração mais importante. A generosidade em dar à comunidade e aos pobres é também um valor importante. As dádivas vêm através da comunidade e há a ideia de que deve-se estar disposto a retribuir. Uma vez que o vodu haitiano tem tal orientação para a comunidade, não há a prática solitária na religião, exceto a de pessoas separadas geograficamente de seus antepassados e casa. Uma pessoa sem um relacionamento de algum tipo com pessoas idosas não estará praticando vodu como se compreende no Haiti e entre Haitianos.
A religião do vodu haitiano é antes uma tradição extática do que baseada na fertilidade e não discrimina homens gays e mulheres lésbicas, ou outras pessoas de maneira alguma. De fato, há ounfò, ou templos, no Haiti cujo clero é inteiramente de gays e lésbicas. No vodu haitiano, a orientação sexual do praticante não é de nenhuma importância em um ambiente ritual. Vê-se-a apenas como uma maneira através da qual o deus fez uma pessoa. Os espíritos ajudam a cada pessoa simplesmente ser a pessoa que é.

### Ortodoxia e diversidade
Existe uma diversidade de práticas em vodu através do Haiti e da diáspora haitiana. Por exemplo: no norte de Haiti, o sèvis tèt ("lavagem de cabeça") ou o kanzwe pode ser a única iniciação, como na República Dominicana e em Cuba, enquanto que, em Porto Príncipe e no sul, se praticam os ritos kanzo com três classes da iniciação – kanzo senltimo é a modalidade mais familiar da prática fora de Haiti. Algumas linhagens combinam ambos, como relata a manbo Katherine Dunham acerca de sua experiência pessoal em seu livro Island Possessed.
Ainda que a tendência geral do vodu seja relacionada a suas raízes africanas, não há nenhuma forma fixa, ocorrendo variações em cada casa ou linhagem particular. Os pequenos detalhes do serviço e dos espíritos servidos variarão da casa a casa, e a informação nos livros ou na Internet pode, consequentemente, parecer contraditória.
Não há nenhuma autoridade central no vodu haitiano, já que "cada manbo e oungan é a cabeça de sua própria casa", como diz um provérbio popular no Haiti. Existem muitas seitas além do Sevis Gine no Haiti, tal como o Makaya, Rara e outras sociedades secretas, cada uma com seu próprio panteão distinto de espíritos.

### Sobrevivências no sul dos Estados Unidos
No sul dos Estados Unidos, o vodu haitiano veio a influenciar o sistema de mágica popular e religião popular conhecido como hoodoo, que deriva principalmente no entanto de práticas do Congo e de Angola, na África central.

### Mitos e Falsas concepções
O vodu veio a ser associado na mente popular com fenômenos como os "zombies" e as "bonecas do vodu". Embora haja uma evidência etnobotânica quanto ao zombi, é um fenômeno menor dentro da cultura rural do Haiti e não uma parte da religião do vodu em si. Tal prática cai sob os auspícios do "bòkò" ou do feiticeiro antes que do sacerdote do Loá Giné. Já a prática de furar bonecas com agulhas foi usada como um método de amaldiçoar pessoas por seguidores do que veio a ser chamado "Voodoo de Nova Orleans", o qual é uma variante estadunidense do vodu.
Esta prática não é original ao vodu de Nova Orleans, entretanto, e tem tanta base em dispositivos mágicos europeus, tais como a poppet, quanto no inquice ou bocio da África ocidental e central. As bonecas de vodu não são uma característica da religião haitiana, embora as bonecas feitas para turistas possam ser encontradas no Mercado de Ferro de Porto Príncipe, capital do Haiti. A prática tornou-se associada ao vodu na mente popular através dos filmes de horror.

### Pequeno Dicionário do Vodu Haitiano
- Ason: chocalho que simboliza o poder do sacerdote sobre o mundo dos espíritos;
- Bòkò: sacerdote que trabalha "com as duas mãos", ou seja, para o bem ou para o mal;
- Boule zè: cerimônia especial em ritos de iniciação, consagração e falecimento;
- Dosou: criança que nasce após o nascimento de gêmeos;
- Feiticeiro: sacerdote do vodu que trabalha para o mal;
- Gonbo: nome dado às cerimônias do vodu em algumas regiões do Haiti;
- Govi: cântaro onde ficam os espíritos;
- Gwo bonnanj: um dos princípios espirituais do indivíduo, que dirige sua vida afetiva e intelectual;
- Kay mistè: casa especial reservada aos espíritos;
- Loá: as forças da natureza cultuadas no vodu haitiano: os próprios voduns, frequentemente sincretizados com santos e anjos;
- Loá racim: o loá hereditário, guardião da família;
- Manjê loá: cerimônia em honra aos loas;
- Mambô: sacerdotisa do vodu, que trabalha para o bem;
- Marasa: os loás gêmeos;
- Pòtòmitan: coluna localizada no centro do templo que é o caminho dos loá e dos espíritos;
- Ti bonnanj: um dos princípios espirituais do indivíduo;
- Ougan: sacerdote do vodu, que trabalha para o bem;
- Ounfò: templo do vodu;
- Ounsi: pessoa já iniciada no vodu;
- Veve: desenhos simbólicos que representam os loas;
- Zonbi ou Zumbi: pessoa que teve sua alma escravizada por um feiticeiro.[2]